# Düring (Adelsgeschlecht)

Wappen derer von Düring

Düring ist der Name eines alten niedersächsischen Adelsgeschlechts. Düring, der gleichnamige Stammsitz der Familie, ist heute eine Ortschaft der Gemeinde Loxstedt im Landkreis Cuxhaven. Zweige der Familie bestehen bis heute.

## Geschichte
Das zum niedersächsischen Uradel gehörende Geschlecht erscheint erstmals im Jahre 1140 mit Theodericus de Diurenge urkundlich. Von Kersten von Duringen dem Älteren, in Urkunden 1350 und 1357 genannt, leiten sich in ununterbrochener Stammreihe alle weiteren Generationen der Familie ab. Zum damaligen Besitz gehörten unter anderem Düring, Loxstedt, Donnern und Hetthorn.
Das Geschlecht breitet sich im Laufe der Zeit stark aus und bildet um 1570 drei große Linien. Die erste Ottosche Linie besaß die Äste Holenwisch und Belum, die zweite Dietrische Linie teilt sich die Äste Horneburg, Marsell und Francop und die dritte Arpsche Linie in die Äste zu Holte, Bockel, Embsen, Ruschbaden und Borstel (nach Kurt von Düring: Düringschen Stammtafeln, gedruckt 1920). Die erste Linie erlischt um 1800. Angehörige aus dem Ast Marsell der zweiten Linie siedelten sich später in Dänemark an. Aus der dritten Linie besteht nur noch der Ast Ruschbaden.
Die Familie hat bedeutende Angehörige hervorgebracht. Der spätere schwedische Generalfeldmarschall Johann Christoph von Düring (1695–1759) aus dem Haus Horneburg, wurde 1719 in den schwedischen Freiherren- und 1752 in den schwedischen Grafenstand erhoben. Der von ihm gegründete gräfliche Zweig erlosch kurze Zeit später. Karl Frederic von Düring (1792–1876) aus dem Hause Marsell, erhielt 1845 den dänischen Baronstitel mit dem Namen Düring-Rosenkrantz, der ebenfalls im Mannesstamm erlosch. 1881 erfolgte eine preußische Bestätigung zur Führung des Freiherrentitels für Kurt Freiherr von Düring.

## Wappen

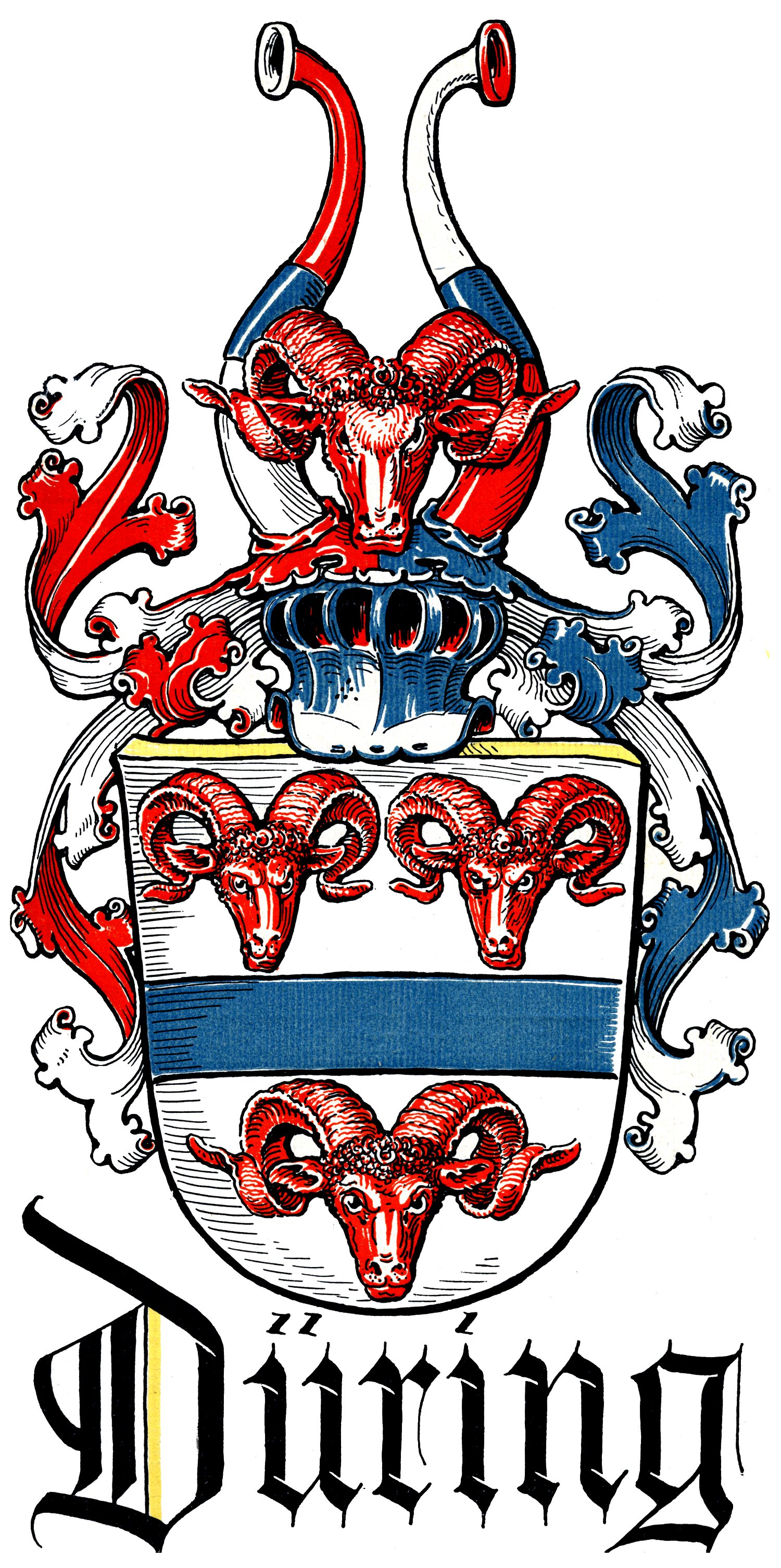
Wappengrafik von Otto Hupp im Münchener Kalender von 1928

### Stammwappen
Das Stammwappen zeigt in Silber, einen von drei (2:1) vorwärts gekehrten roten Widderköpfen begleiteten blauen Balken. Auf dem Helm ist ein roter Widderkopf zwischen zwei, je durch einen blauen Balken übereck von Rot und Silber geteilten Büffelhörnern. Die Helmdecken sind rechts rot-silbern und links blau-silbern.

### Ortswappen
Elemente und Farben aus dem Familienwappen derer von Düring erscheinen noch heute im Wappen der Ortschaft Düring.

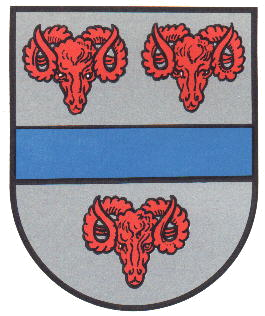
Wappen der Ortschaft Düring

## Namensträger
- Johann Christoph von Düring (1695–1759), schwedischer Generalfeldmarschall
- Georg Albrecht von Düring (1728–1801), hannoverische Generalmajor
- Ernst Christoph Friederich von Düring (1738–1809), dänischer Generalmajor
- Johann Christian von Düring (Offizier, 1687) (1697–1766), hannoverscher Offizier und Ritterschaftspräsident
- Johann Christian von Düring (Offizier, 1751) (1751–1823), hannoverscher Offizier und Forstdirektor
- Johann Christian von Düring der Jüngere (1792–1862), hannoverischer Forstmann, Freikorpsführer und Prinzenausbilder
- Levin Hermann Otto von Düring (1769–1838), preußischer Generalmajor
- Georg Wilhelm von Düring (1789–1828), schaumburg-lippescher Major und Militärschriftsteller
- Georg Anton Diedrich von Düring (1780–1872), Generalmajor, Generaladjutant des Königs Ernst August I., verheiratet mit Josephine Gräfin von Alcaini (Adelsgeschlecht) (1794–1843)
- Otto Albrecht von Düring (1807–1875), Richter und Justizminister im Königreich Hannover
- Adolph Nikolaus von Düring (1820–1882), Arzt
- Georg Adolph Dietrich von Düring (1832–1905), Adjutant des Königs und Führer der Welfenlegion
- Wilhelm von Düring (1836–1907), Verwaltungsjurist und Landrat
- Johann Friedrich Karl von Düring (1839–1901), preußischer Generalmajor
- Ernst von Düring-Pascha (1858–1944), Dermatologe und Heilpädagoge